# Świeciechów Duży
Świeciechów Duży – wieś w Polsce położona w województwie lubelskim, w powiecie kraśnickim, w gminie Annopol. Leży przy drodze wojewódzkiej 824. 
Za Królestwa Polskiego istniała gmina Świeciechów. W latach 1975–1998 miejscowość administracyjnie należała do województwa tarnobrzeskiego.
W Świeciechowie znajduje się parafialny kościół polskokatolicki pw. Świętego Jana Chrzciciela.
W 1946 odznaczona Orderem Krzyża Grunwaldu III klasy.
Wieś stanowi sołectwo gminy Annopol. Według Narodowego Spisu Powszechnego (III 2011 r.) wieś liczyła  565 mieszkańców. 